# Герман Понстен
Герман Понстен (нід. Herman Ponsteen, 27 березня 1953) — нідерландський велогонщик.
Срібний призер Олімпійських Ігор 1976 року в індивідуальній гонці переслідування на 4000 м, учасник 1972 року.